# 喫茶 黒うさぎ〜秘密の小部屋〜
『喫茶 黒うさぎ〜秘密の小部屋〜』（きっさ くろうさぎ ひみつのこべや）は、『田村ゆかりのいたずら黒うさぎ』（文化放送・ABCラジオ・KBCラジオ・東海ラジオ放送・STVラジオ・ラジオ福島の6局ネット）のインターネットオリジナル番組。略称は「喫茶」または「小部屋」。Oh!sama TVにて毎週金曜日更新で配信を行っている。

## 番組概要
元々2003年4月から2007年5月2日までコナミインターネットラジオステーションdb-FMで配信されていた『田村ゆかりの黒うさぎの小部屋』が前身で、田村がコナミからキングレコードへCD会社を移籍する都合で同年5月2日で一旦最終回として区切り、2007年5月25日より『喫茶 黒うさぎ〜秘密の小部屋〜』としてリニューアルした。
2016年2月10日に公式サイトTamura Yukari.comにて、2016年3月25日配信回を最後に放送が終了することが発表された（最終回は2016年3月31日配信終了） 。

## パーソナリティ
- 田村ゆかり:看板娘

### スタッフ
- 矢野了平【通称：やのさん イタリヤーノ】（構成作家）：ゴルゴ13を並べる係
- 江畑航【通称：えばりん、えばたん】（キングレコード宣伝）第236回〜

【過去のスタッフ】
- 石岡朋子【通称：イッシー いっぴー】（キングレコード、A&R）：バーテン
- 瀬戸尚子（アイムエンタープライズ、田村ゆかりのマネージャー）：ホームページ更新係
- 澤畠康二（キングレコード、スターチャイルドからの異動。広報　136回から登場）：お地蔵さん
- 森井佑介（キングレコード）：ボーイ
- 向後友紀子【通称：ユッキー】（キングレコード）：バイト
- 三嶋章夫【通称：みっしー】（キングレコード）
- 野原生好【通称：のはらたん】（ソフトバンククリエイティブ）（「ゲーマガ」編集者。元ザ・プレイステーション→旧ドリマガ編集者、埼玉県出身）：魚

## 概要
- 『田村ゆかりの黒うさぎの小部屋』終了から約3週間後、2007年5月25日配信分から『喫茶 黒うさぎ〜秘密の小部屋〜』として開始
- 配信曜日は毎週金曜日に更新、但し夏休み・冬休み･春休みは2週に1度、ゴールデンウィーク・お盆・年末年始は1〜2週休止、金曜日が祝日にあたる時は前倒しで更新することがある（バックナンバーはなし）
- 『黒うさぎの小部屋』のイメージを踏襲しつつ喫茶をイメージとした演出[2]をしているため、オープニングでリスナーへ挨拶をせずいきなり普通にトークを始めている。
- オープニングトークの締め「それでは今日も秘密の小部屋で内緒のお喋りしませんか?」。エンディングトークの締め「今日のお題」（例:いま食べたいもの）
- 桃太郎電鉄シリーズなどをプレイするときは動画となる。

### 田fume
第117回で田村ゆかりの『Perfumeやろう』というかけ声から結成。田村ゆかり（たむゆか）・矢野了平（あ〜んちゃん）・石岡朋子（いっし）の3人ユニット。
当初は田んぼを守ることを目標としていたが回を重ねるごとにどうでもよくなっている。
田村ゆかりのSay!You Youngでは箱番組が作られた。

## 前番組との違い
- Oh!sama TV配信のため、ラジオ番組ではあるが、動画のwmv方式で配信されており、田村の静止画（時折トーク内容に関する画像）が添付されている。前番組の音声のみのwma方式と比べてかなり重い。
- Oh!sama TVの仕様の問題から、視聴条件が厳しい。Internet Explorerの6.0以上の使用と相応のパソコンスペックが推奨されており、それ以外のブラウザや古いパソコンでは視聴できない場合がある。
  - 2014年1月中旬にOh!sama TVのリニューアルが行われ、Flash Video形式による配信に変更された。
- 「小部屋でピコピコ大作戦」（ゲームコーナー、コナミの提供でなくなったため）が廃止。

## ゲスト
- #45 喫茶黒うさぎ1週年記念放送 （ものまねによるメッセージ）
  - 水樹奈々（松田聖子の真似）
  - 宮野真守（郷ひろみの真似）
  - 森井（デヴィッド・ボウイの真似）
- #69
  - 米沢（元コナミ広報。黒うさぎの小部屋にて共演していた）
- #84 田村ゆかり誕生日記念放送
  - 鷲崎健
- #100 喫茶黒うさぎ100回記念放送（ボイスのみのメッセージ）
  - 高田耕司（おいちゃん人形として）[3]
- #195 
  - motsu（m.o.v.e）

## オープニング・エンディングテーマ

### オープニングテーマ
- # 1〜#30：「Sensitive Venus」（12thシングル『星空のSpica』より）
- #31〜#55：「チェルシーガール」（6thアルバム『十六夜の月、カナリアの恋。』より）
- #56〜#75：「バンビーノ・バンビーナ」（14thシングル『バンビーノ・バンビーナ』より）
- #76〜#125：「恋のタイムマシン」（15thシングル『Tomorrow』より）
- #126〜#160：「Super Special Smiling Shy girl」（16thシングル『You & Me』より）
- #161〜#221：「Gratitude」（8thアルバム『シトロンの雨』より）
- #222〜#275：「アイ マイ ボーダー」（9thアルバム『春待ちソレイユ』より）
- #276〜#311：「I.N.G.」（22ndシングル『W:Wonder tale』より）
- #312〜#365：「恋と夢と空時計」（10thアルバム『螺旋の果実』より）
- #366〜現在：「あのね Love me Do」（25thアルバム『あのね Love me Do』より）

### エンディングテーマ
- # 1〜#31：「Melody」（12thシングル『星空のSpica』より）
- #32〜#56：「上弦の月」（6thアルバム『十六夜の月、カナリアの恋。』より）
- #57〜#81：「100 CARAT HEART」（14thシングル『バンビーノ・バンビーナ』より）
- #82〜#126：「ひとひらの恋」（7thアルバム『木漏れ日の花冠』より）
- #127〜#160：「満月のセンシビリティー」（17thシングル『My wish My love』より）
- #161〜#213：「レゾンデートルの鍵」（8thアルバム『シトロンの雨』より）
- #214〜#254：「Rainy Rainy Sunday」（20thシングル『Endless Story』より）
- #255〜#311：「君とLOVE」（21stシングル『微笑みのプルマージュ』より）
- #312〜現在：「スパークリング☆トラベラー」（10thアルバム『螺旋の果実』より）